# Tjatjebrunnen
Tjatjebrunnen är en sjö i Lycksele kommun i Lappland och ingår i Umeälvens huvudavrinningsområde. Sjön har en area på 0,0672 kvadratkilometer och ligger 258,3 meter över havet.

## Delavrinningsområde
Tjatjebrunnen ingår i det delavrinningsområde (720062-161546) som SMHI kallar för Ovan Sisnarbäcken. Medelhöjden är 286 meter över havet och ytan är 7,42 kvadratkilometer. Räknas de 8 avrinningsområdena uppströms in blir den ackumulerade arean 156,2 kvadratkilometer. Lycksabäcken som avvattnar avrinningsområdet har biflödesordning 2, vilket innebär att vattnet flödar genom totalt 2 vattendrag innan det når havet efter 192 kilometer. Avrinningsområdet består mestadels av skog (73 procent) och sankmarker (24 procent). Avrinningsområdet har 0,07 kvadratkilometer vattenytor vilket ger det en sjöprocent på 0,9 procent.